# Dōshin Sō
Dōshin Sō (宗 道臣, Sō Dōshin, 1911-1980) ou Nakano Michiomi, ultra-nationaliste japonais, membre de la société du Dragon noir et artiste martial.
Il fonde le Shōrinji kenpō en 1947 dans la ville de Tadotsu située sur l'île de Shikoku au Japon. Cet art martial est conçu sur le modèle du temple de Shaolin incorporant le bouddhisme zen,  le kung-fu Shaolin Giwamonken et différentes techniques de combats issues du Karaté, du Judo et de l'Aïkido.
Malgré son passé d'espion japonais en Chine, le gouvernement communiste chinois accepte volontiers l'argent de Dōshin Sō pour la reconstruction de temple de Shaolin.
Un film, Shaolin karaté (1975) joué par Sonny Chiba, retrace la vie de Dōshin Sō.